# Optimal Asymmetric Encryption Padding
Optimal Asymmetric Encryption Padding, auf Deutsch etwa Optimales asymmetrisches Verschlüsselungs-Padding, oft auch abgekürzt als OAEP, ist ein kryptographisches Paddingverfahren. Es ist eine spezielle Form eines Feistelnetzwerks, mit welchem im Zufallsorakel-Modell aus einer beliebigen Falltürpermutation ein gegen Gewählter-Klartext-Angriffe semantisch sicheres Verschlüsselungsverfahren gebaut werden kann. Wenn OAEP mit der Falltürpermutation RSA verwendet wird, ist das nun RSA-OAEP genannte Verfahren sogar sicher gegen Gewähltes-Chiffrat-Angriffe (IND-CCA). Das Verfahren wurde 1994 von Mihir Bellare und Phillip Rogaway veröffentlicht.

## Verfahren (Grundvariante)

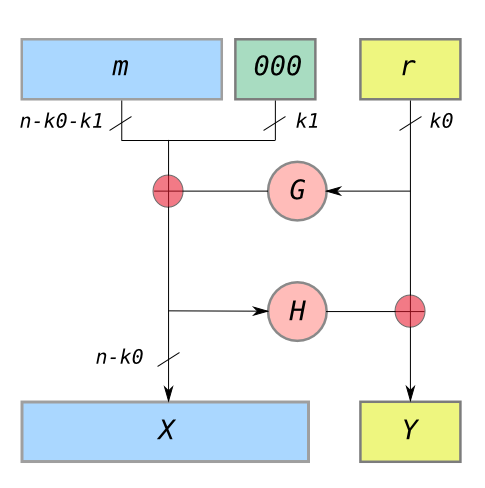
Ablauf der OAEP-Schemas in der CCA-Variante (siehe Abschnitt Varianten). In der Grundversion des Verfahrens ist k_{1}=0, d. h., es werden keine Nullen angehängt.
Die Ausgabe X, Y dient als Eingabewert für die Falltürpermutation f.

Es sei {\displaystyle n} ein Sicherheitsparameter, und {\displaystyle k_{0}} so groß, dass ein Angreifer nur deutlich weniger als {\displaystyle 2^{k_{0}}} Rechenschritte ausführen kann.
Weiter seien {\displaystyle F} eine Familie von Falltürpermutationen {\displaystyle f:\{0,1\}^{n}\mapsto \{0,1\}^{n}} auf Nachrichten mit {\displaystyle n} Bits, und {\displaystyle k=n-k_{0}} die Länge der Nachrichten, welche übertragen werden sollen.
Schließlich seien {\displaystyle G:\{0,1\}^{k_{0}}\mapsto \{0,1\}^{k}} und {\displaystyle H:\{0,1\}^{k}\mapsto \{0,1\}^{k_{0}}} kryptographische Hashfunktionen.
Das Verschlüsselungsverfahren {\displaystyle F}-OAEP ist nun wie folgt definiert. Die Schlüsselerzeugung besteht in der Wahl von {\displaystyle f,f^{-1}}.

### Verschlüsselung
Um eine {\displaystyle k}-Bit Nachricht {\displaystyle m} zu verschlüsseln, verfährt man nun wie folgt:
- Man wählt {\displaystyle r\in \{0,1\}^{k_{0}}} als eine zufällige Folge von {\displaystyle k_{0}} Bits.
- Dann berechnet man
  - {\displaystyle X=m\oplus G(r)} und {\displaystyle Y=r\oplus H(m\oplus G(r))}.
- Der Schlüsseltext {\displaystyle c} ist dann gegeben als:
  - {\displaystyle c=f(X||Y)},
 wobei {\displaystyle ||} hier für Konkatenation steht.

### Entschlüsselung
Um die Nachricht {\displaystyle m} zu rekonstruieren, führt man die folgenden Schritte aus:
- Zuerst verwendet man die Falltür, um zu berechnen:
  - {\displaystyle Z=(X||Y)=f^{-1}(c)}
- Nun rekonstruiert man den Zufallswert {\displaystyle r} als
  - {\displaystyle r=Y\oplus H(X)}.
- Schließlich erhält man die Nachricht {\displaystyle m} wieder als
  - {\displaystyle m=X\oplus G(r)}.

## Varianten
Durch eine einfache Modifikation des obigen Protokolls kann man auch IND-CCA1 Sicherheit, also Sicherheit gegen Gewählte-Schlüsseltext-Angriffe erreichen. Dazu reduziert man die Länge der Nachricht {\displaystyle m} auf {\displaystyle k-k_{1}} Bits, und konkateniert sie mit {\displaystyle k_{1}} Nullen. Beim Entschlüsseln prüft man, ob der rekonstruierte Wert die korrekte Form hat, und bricht ansonsten ab.
Victor Shoup präsentierte eine Erweiterung des Verfahrens, mit welcher für jede beliebige Falltürpermutation auch IND-CCA2 Sicherheit erreicht werden kann.

## RSA-OAEP
Der Grund für die Entwicklung von OAEP war die Suche nach einer Möglichkeit, mit RSA sicher (im Sinn von IND-CCA2-Sicherheit) zu verschlüsseln. Wird bei OAEP als Falltürpermutation RSA verwendet, so wird das Verfahren als RSA-OAEP bezeichnet. Obwohl OAEP im allgemeinen Fall IND-CCA2-Sicherheit nicht erreicht, ist dies für RSA-OAEP im Zufallsorakel-Modell und unter der RSA-Annahme der Fall.
Da das Ergebnis des OAEP-Encodings eine Zahl zwischen 0 und {\displaystyle 2^{n}} ist, der {\displaystyle n}-bit RSA-Modulus {\displaystyle N} aber kleiner als {\displaystyle 2^{n}} ist, kann es vorkommen, dass das Ergebnis des OAEP-Encodings einen größeren numerischen Wert hat als der RSA-Modulus. Dies darf aber nicht passieren, da in diesem Fall die Entschlüsselung nicht mehr eindeutig ist. Daher muss in einem solchen Fall das OAEP-Encoding mit neuem Zufall {\displaystyle r} wiederholt werden.
RSA-OAEP wurde in PKCS#1 und RFC 3447 standardisiert, wobei die verwendete Hashfunktion ein Parameter des Verfahrens ist, also nicht festgelegt wurde. Unter diesen Umständen, also ohne Zufallsorakel, ist RSA-OAEP unter der Phi-Hiding-Annahme IND-CPA sicher, falls die verwendete Hashfunktion t-wise independent ist.
Bei der Standardisierung wurde allerdings eine Änderung vorgenommen, durch die das Verfahren nicht mehr beweisbar sicher ist: Um das oben angesprochene Wiederholen des OAEP-Encodings zu vermeiden wurde festgelegt, dass das Ergebnis von OAEP um 8 Bit kürzer sein muss als der RSA-Modulus; die ersten 8 Bit werden mit 0 aufgefüllt. Der Empfänger muss beim Entschlüsseln überprüfen, ob die ersten 8 Bit den Wert 0 haben, und abbrechen, falls nicht. Falls ein Angreifer unterscheiden kann, ob eine Entschlüsselung aus diesem oder aus einem anderen Grund abgebrochen wurde, gibt es einen Angriff, der ohne den geheimen Schlüssel den kompletten Klartext zurückgewinnt. Dafür benötigt er nur ca. 1000 Anfragen an ein Fehlerorakel, das lediglich ausgibt, ob und aus welchem Grund ein Entschlüsselungsversuch gescheitert ist. Solche Orakel können beispielsweise bei TLS/SSL-Verbindungen auftreten, dort wurde der Angriff auch in der Praxis durchgeführt.